# Калин Ігор Васильович
І́гор Васи́льович Калин (8 квітня 1988—28 жовтня 2022) — український військовий, учасник російсько-української війни, що трагічно загинув під час російського вторгнення в Україну 28 жовтня 2022 року.

## Життєпис
Народився 8 квітня 1988 в місті Коломия, Івано-Франківська область.
Навчався в загальноосвітній школі № 7, тепер філія Коломийського ліцею № 5. Пізніше вступив у 14-те вище професійне училище. Опанував професію столяра. Закінчивши училище, далі здобував освіту в Львівському національному аграрному університеті, де вивчився на інженера-будівельника. Ігор закінчив університет у 2010 році. Тоді ж зустрів свою майбутню дружину — Ірину. Через три роки вони створили сім'ю, а рік по тому в них народився первісток — Богданчик.
У 2014 спершу з кумом Василем хотіли приєднатися до лав полку «Азов». З 2014 до 2018 року в лавах добровольчого поліцейського батальйону «Івано-Франківськ» виконував завдання в Маріуполі та ближніх селах.
Потім деякий час працював за кордоном. І лише з 2020 року перебував вдома, з сім'єю. Працював зварювальником на приватному підприємстві. У січні 2022 року сім'я Ігоря поповнилася — народився молодший син — Устим.
Знову на фронт пішов у перші дні великої війни. Служив розвідником у складі 10 окремої гірсько-штурмової бригади «Едельвейс». Захищав Київщину, Донеччину.
З 22 травня 2022 року воював на Донеччині. Під час одного зі штурмів він з побратимами взяли у полон дванадцятьох «вагнерівців».

## Загибель
Загинув 28 жовтня 2022 року від уламкового поранення. Уламок російської протитанкової керованої ракети залетів під бронежилет і влучив у серце. Кавалер ордена «За мужність» І, ІІ та ІІІ ступенів.
Похований на Алеї Героїв (Міське кладовище). На приміщенні Коломийського ліцею № 7 відкрито пам'ятну дошку.

## Нагороди
- Нагороджений державною нагородою орденом «За мужність» ІІІ, ІІ[3] та І ступенів, повний кавалер ордена;
- нагороджений почесним нагрудним знаком Головнокомандувача Збройних сил України «За взірцевість у військовій службі» III ступеня та медаллю «Захисник Вітчизни»
- Почесний громадянин міста Коломиї.